# Paul Grumeau
Paul Grumeau et un footballeur et entraîneur belge né le 28 juin 1881 à Bruxelles et mort le 22 mai 1955. Comme de nombreux pionniers de l'Histoire du football, il remplit différentes fonctions : joueurs, dirigeant, entraîneur.

## Biographie
Transféré du Skill FC de Bruxelles en 1902, il évolue comme milieu de terrain à l'Union Saint-Gilloise. Le club bruxellois est alors dominateur : il remporte six fois le Championnat de Belgique entre 1904 et 1910 et Paul Grumeau participe à ces triomphes en jouant 125 matches et inscrivant 21 buts.
Il a moins de succès avec l'équipe nationale belge : il est international le 30 avril 1905, lors d'un match amical perdu à domicile contre les Pays-Bas (1-4).
En 1908, il devient Président de l'Union SG, cumulant cette fonction avec celle de joueur jusqu'en 1911. Il dirige le club jusqu'en 1921.
À partir de 1922, il entame une carrière d'entraîneur. Lors de la saison 1926-1927, il cumule les fonctions d'entraîneur du Liersche SK avec lequel il est champion de Division 2 en 1927, et celles d'entraîneur de l'Olympic de Charleroi qui joue sa première saison en séries nationales,  en Promotion (à l'époque D3). Il reste ensuite à Lierre jusqu'en 1930.
Il entraîne ensuite l'Union Saint-Gilloise de 1943 à 1948, puis le Léopold Club de Bruxelles, de 1948 à 1950.

## Palmarès
- International le 30 avril 1905 : Belgique-Pays-Bas, 1-4 (match amical)
- Champion de Belgique en 1904, 1905, 1906, 1907, 1909 et 1910 avec l'Union Saint-Gilloise
- Vice-Champion de Belgique en 1908 avec l'Union Saint-Gilloise

## Sources
- "ROCC, quatre fois vingt ans", H. Mahau, A. Delpierre, R. Thiry, paru en 1992.